# 日立木駅
日立木駅（にったきえき）は、福島県相馬市赤木字上原田（かみはらだ）にある、東日本旅客鉄道（JR東日本）常磐線の駅である。

## 歴史
- 1922年（大正11年）8月15日：鉄道省の駅として開業[2]。当時は相馬郡日立木村だった。
- 1949年（昭和24年）6月1日：日本国有鉄道が発足。
- 1962年（昭和37年）4月1日：貨物の取り扱いを廃止[3]。
- 1975年（昭和50年）10月1日：荷物の扱いを廃止[3]。
- 1977年（昭和52年）3月1日：駅員無配置駅となる[4]（駅前商店への簡易委託化）。
- 1987年（昭和62年）4月1日：国鉄分割民営化により、JR東日本の駅となる[3]。
- 1993年（平成5年）：簡易委託を廃止し、無人化。
- 2009年（平成21年）3月14日：ICカード「Suica」の利用が可能となる[5]。
- 2011年（平成23年）
  - 3月11日：東北地方太平洋沖地震（東日本大震災）の影響により、休止。
  - 5月23日：代行バスの運行を開始。ただし、駅には乗り入れず、道の駅そうま内の臨時バス停で乗降する。
  - 12月20日：原ノ町駅 - 相馬駅間で代行バスの運転を終了。
  - 12月21日：当駅の営業および原ノ町駅 - 相馬駅間で運転を再開[6]。
- 2022年（令和4年）3月16日：福島県沖地震の発生により、ホームの一部が崩れる[7]。
- 2024年（令和6年）10月1日：えきねっとQチケのサービスを開始[1][8]。

## 駅構造
原ノ町統括センター（原ノ町駅）管理の無人駅で、簡易Suica改札機と乗車駅証明書発行機が設置されている。
単式ホーム1面1線と島式ホーム1面2線、計2面3線のホームを持つ地上駅であるが、東日本大震災以降、3番線は使用停止中となっている。駅舎との間は跨線橋で連絡しており、ホーム上に待合室がある。
駅前に公衆電話、郵便ポスト、自動販売機（Suica対応）などが設置されている。

### のりば
| 番線 | 路線    | 方向           | 行先             |
| ---- | ------- | -------------- | ---------------- |
| 1    | ■常磐線 | 上り           | 原ノ町・小高方面 |
| 2    | ■常磐線 | 下り           | 相馬・仙台方面   |
| 3    | ■常磐線 | （使用停止中） | （使用停止中）   |

- 3番線は柵が設置されているため、使用停止中である。

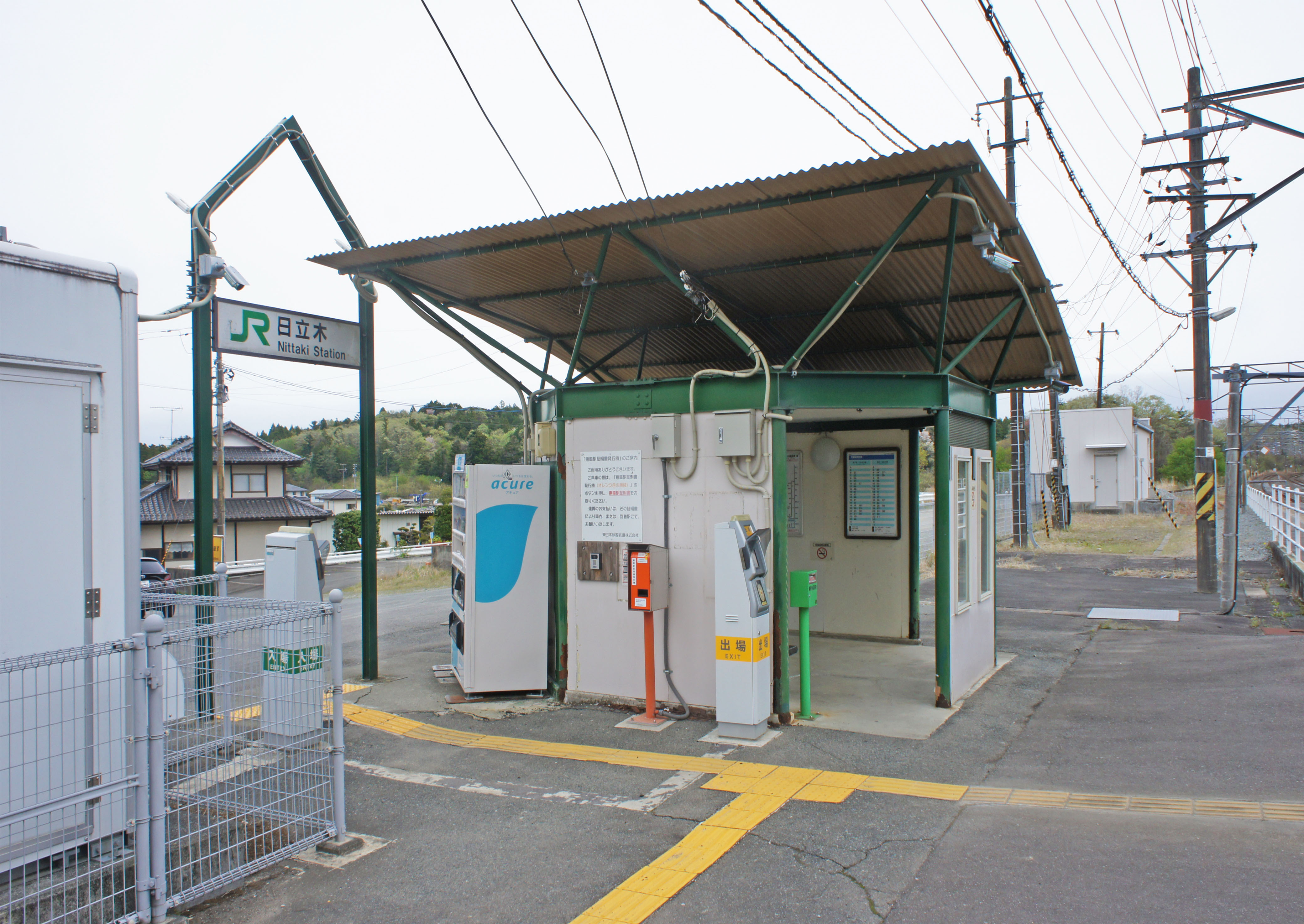
改札口（2022年4月）
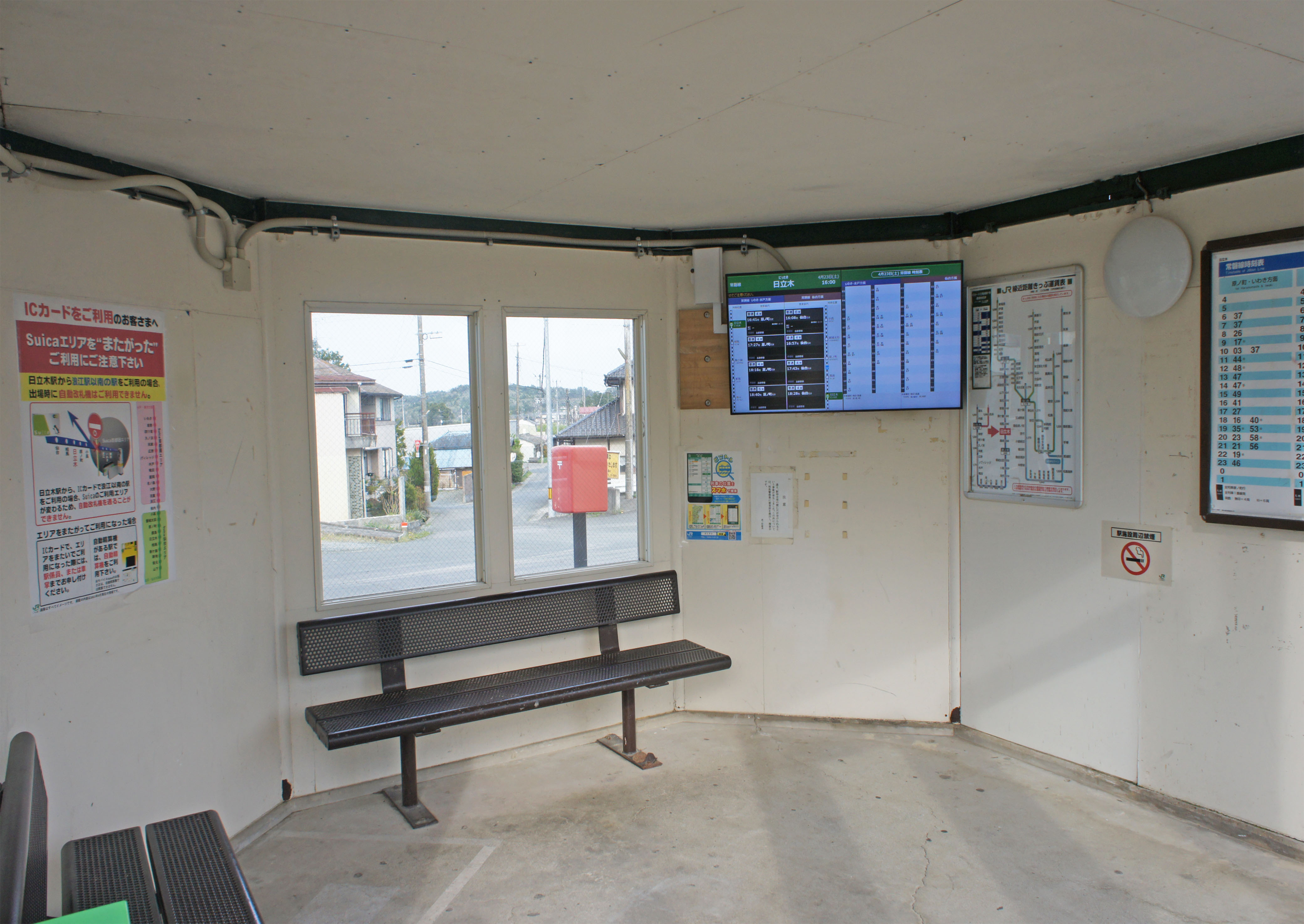
待合室（2022年4月）
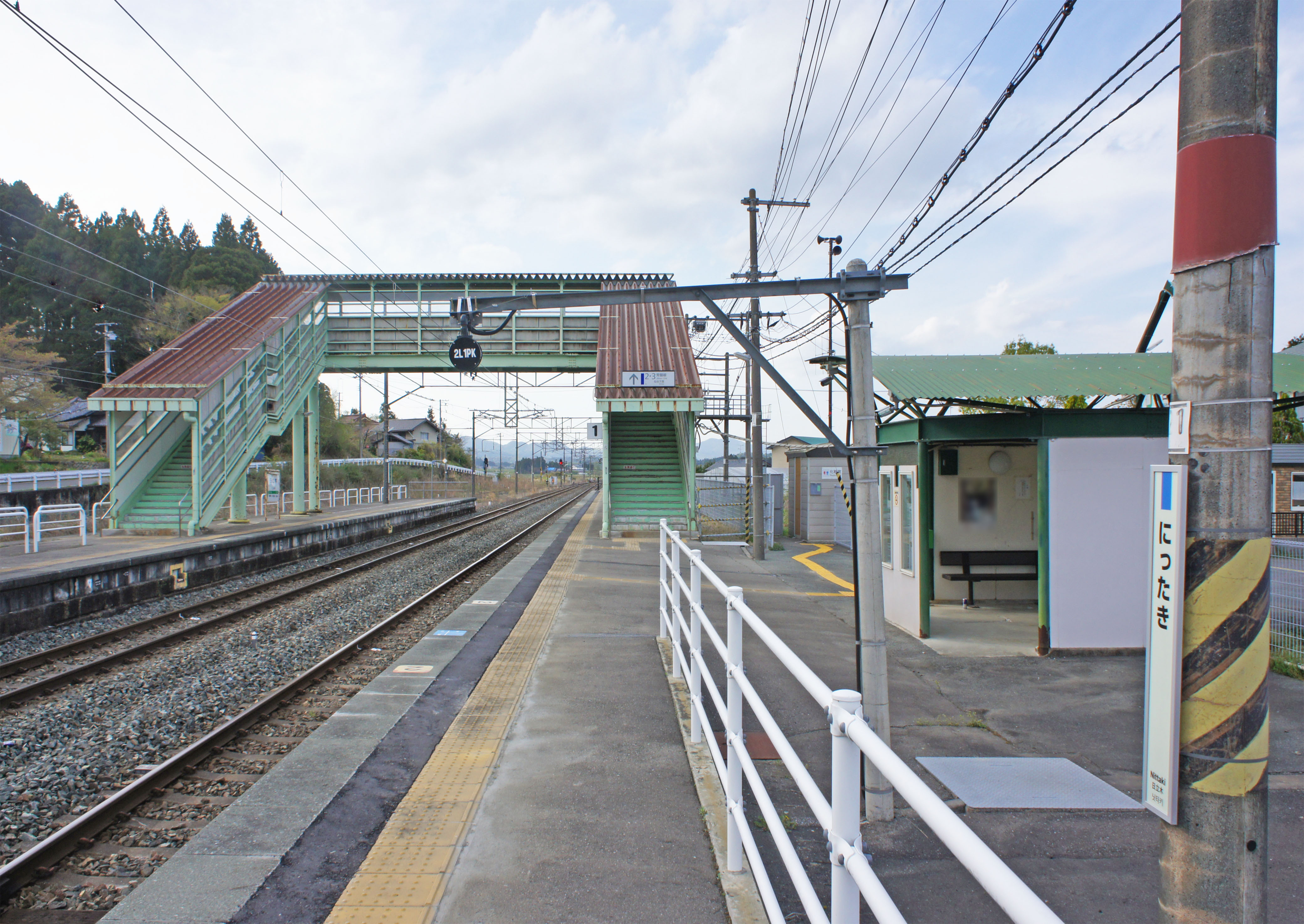
1番線ホーム（2022年4月）
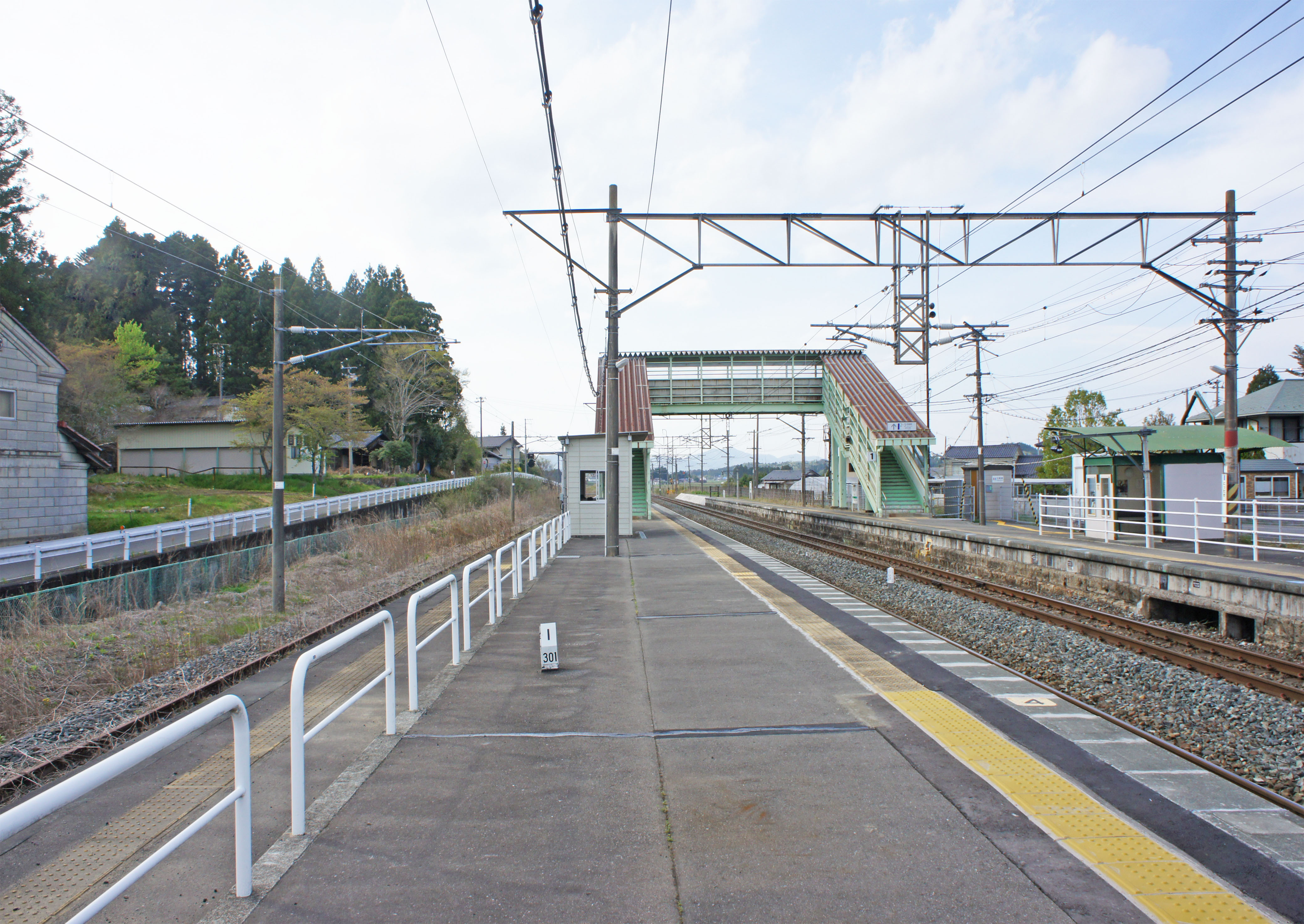
2・3番線ホーム（2022年4月）

## 利用状況
「福島県統計年鑑」によると、2000年度（平成12年度）- 2004年度（平成16年度）の1日平均乗車人員の推移は以下のとおりであった。
| 乗車人員推移       | 乗車人員推移     | 乗車人員推移 |
| 年度               | 1日平均 乗車人員 | 出典         |
| ------------------ | ---------------- | ------------ |
| 2000年（平成12年） | 148              | [ 10 ]       |
| 2001年（平成13年） | 145              | [ 11 ]       |
| 2002年（平成14年） | 134              | [ 12 ]       |
| 2003年（平成15年） | 123              | [ 13 ]       |
| 2004年（平成16年） | 121              | [ 14 ]       |

## 駅周辺
駅舎より海側（東）を中心に、集落が存在する。
施設
- 道の駅そうま
- 日下石川
- 二ノ宮神社
- 日立木郵便局
- 相馬市立日立木小学校

道路
- 福島県道34号相馬浪江線
- 福島県道121号日下石新沼線
- 福島県道164号鹿島日下石線
- 福島県道270号山上赤木線
- 福島県道271号磯部日下石線
- 国道6号 - 日立木駅より1キロメートルほど海側を通っている。

## 隣の駅
東日本旅客鉄道（JR東日本）
■常磐線
鹿島駅 - 日立木駅 - 相馬駅